# Gemeinsame Normdatei
Gemeinsame Normdatei (GND) — немецкая система классификации и систематизации, предназначенная преимущественно для библиотек. 

## История
GND запущена в апреле 2012 года Немецкой национальной библиотекой в сотрудничестве с различными библиотечными сетями и включает в себя записи четырёх систем:
- Personennamendatei (PND);
- Schlagwortnormdatei (SWD);
- Gemeinsame Körperschaftsdatei (GKD);
- Einheitssachtitel-Datei des Deutschen Musikarchivs (DMA-EST).

По состоянию на 5 апреля 2012 года в GND имелось 9 493 860 записей, включая 2 650 000 персоналий.